# قافلة الحرية 2022
مع بداية العام 2022، بدأت سلسلة من الاحتجاجات التي رافقها حصارٌ في كندا ضد قوانين وقيود لقاح كوفيد-19، وأطلق عليها منظّموها اسم قافلة الحرية. تأسست حركة قافلة الشاحنات في البداية للاحتجاج على فرض اللقاح لعبور حدود الولايات المتحدة، بيد أنها تطورت لاحقًا إلى احتجاجاتٍ على قوانين كوفيد-19 بشكل عام. وابتداءً من 22 يناير، انتظمتْ مئات الشاحنات في قوافل انطلقت من عدة نقاط، وعبرت المقاطعات الكندية قبل أن تنضمّ لبعضها في أوتاوا في 29 يناير 2022، في مظاهرة حاشدة أمام مبنى البرلمان الكندي. وانضم إلى قوافل الشاحنات آلاف المتظاهرين الراجلين. حاصرت عدة احتجاجات أصغر عواصمَ المقاطعات والمعابر الحدودية مع الولايات المتحدة.
في أواخر العام 2021، أعطت كل من كندا والولايات المتحدة تسهيلاتٍ لسائقي الشاحنات عبر الحدود من غير الملقحين بإعفائهم من متطلبات لقاح كوفيد-19، وذلك لمنع تفاقم أزمات سلسلة الإمداد حينها. انتهت فترة الإعفاء في كندا في 15 يناير 2022، وانتهى الإعفاء على الجانب الأمريكي في 22 يناير 2022. من بين 120 ألف سائق شاحنة كندي مرخص لهم مّمن يعملون بانتظام على الطرق العابرة للحدود، كانت نسبة 85% تقريبًا قد تلقّت تطعيمًا ضد كوفيد-19 بحلول يناير. وقُدّر أن الأمر يؤثّر على ما مجموعه 12,000 إلى 16,000 سائق شاحنة كندي.
احتل المتظاهرون مركز مدينة أوتاوا، معلنين أنهم لن يغادروا حتى تُرفَع جميع قيود وتدابير كوفيد-19. عبّر المسؤولون الرسميون عن مخاوفهم بخصوص التأثير الاقتصادي لحصار الحدود. في 11 فبراير، أعلن رئيس وزراء أونتاريو دوغ فورد عن حالة الطوارئ، وتطبيق عقوبات قانونية جديدة على إعاقة حركة طرق التجارة، والطرق السريعة، والمطارات، والموانئ، والجسور، والسكك الحديدية. تشاور رئيس الوزراء جاستن ترودو مع الرئيس الأمريكي جو بايدن في 11 فبراير لمناقشة إنهاء الحصار على الحدود. في 14 فبراير، طبّق ترودو قانون الطوارئ لأول مرة منذ صدوره في العام 1988. بين 17 و20 فبراير، وفي عملية مشتركة ضخمة اعتقلت قوة للشرطة في أوتاوا المنظمين والمتظاهرين، وأزالت المركبات المتوقفة، ورفعت الحواجز من شوارع أوتاوا. بحلول 21 فبراير، أُجليَ معظم المتظاهرين من أوتاوا.
لقيت قافلة الاحتجاجات إدانة مجموعات قطّاع النقل والعمال. وصرح تحالف نقل الشاحنات الكندي أن معظم المتظاهرين لا علاقة لهم بقطاع النقل بالشاحنات. بالقرب من حاجزٍ في كوتس، ألبيرتا، ضُبِطت عدة قطع سلاح، واتُّهم أربعة رجال بالتآمر لقتل ضباطٍ في شرطة الخيالة الكندية الملكية. أعرب المسؤولون عن مخاوفهم من انتماء بعض المتظاهرين إلى الجماعات اليمينية المتطرفة، بما فيها تلك التي تدعو لارتكاب العنف، وأن بعض المتظاهرين طالبوا بالإطاحة بالحكومة الفيدرالية الكندية. أطلقت بعض المصادر على تلك الاحتجاجات تسمية الاحتلال أو الحصار.

## الخلفية

### أهداف الاحتجاجات
دعت الاحتجاجات إلى إلغاء إلزامية إثبات اللقاح في كندا خلال جائحة كوفيد-19 المستمرة. وصرح المتحدث باسم قافلة الحرية، بن ديشتر، على قناة فوكس نيوز «نريد التخلص من إلزامية اللقاح وجوازات اللقاح. وإثبات التطعيم هذا، لهو الأمر المخيف فعلًا».
ذكر منظمو الحملة الأصلية للتمويل عن طريق الجمهور في منتصف شهر يناير على موقع غو فاند مي، تامارا ليش وديشتر، وكلاهما ليس من سائقي الشاحنات، ذكرا أنّ قافلة احتجاج الشاحنات المنطلقة من جميع أنحاء كندا إلى عاصمة البلاد، هي مظاهرة مناهضة لإلزامية التلقيح الفيدرالية ضد كوفيد-19 للسفر عبر الحدود والتي دخلت حيّز التنفيذ حديثًا في 15 يناير، واستهدفت سائقي شاحنات المسافات طويلة، وفقًا لمقالةٍ على سي تي في نيوز في 28 يناير 2022.
عندما وصلت القافلة إلى أونتاريو، اجتذبت زمرة من المتطفلين الذين استغلوا فرصة الزخم للتفرّع عن أهداف الحملة الأصلية. فقد أعلن العديد من المتظاهرين عن معارضتهم للحكم الاستبدادي والفساد المزعوم عند جاستن ترودو، قائلين إنهم يطالبون بالإطاحة به «من المنصب»، في حين أعرب متظاهرون آخرون أن: «هذه ليست حركة مناهِضة للتلقيح، بل هي حركة منادية بالحرية». وعلى سبيل المثال، فقد صرّح منظّم حركة وحدة كندا في أونتاريو، جيسون لافاس، بقوله إن الهدف من احتجاج وحدة كندا هو حلّ الحكومة الفيدرالية. ويجدر بالذكر أن العديد من القيود التي اعترض عليها المتظاهرون كانت خاضعةً لسلطة الولايات الإقليمية.

### سير التخطيط
أقرّ أحد المنظمين الرئيسيين لقافلة وحدة كندا، بأنهم خططوا لتقديم «مذكرة تفاهم» موقّعة إلى مجلس الشيوخ الكندي والحاكم العام لكندا ماري سيمون. نُشرت المذكرة، التي وقعها جيمس باودر وزوجته ساندرا، ومارتن برودمان، نُشرت على موقع وحدة كندا في منتصف شهر ديسمبر 2021، وكانت متاحةً للعامة قبل سحبها في 8 فبراير. وباودر هو مؤسس حركة وحدة كندا، ويحتلّ مركزًا متقدمًا على قائمة شبكة سي تي في نيوز في تصنيف «اللاعبين الرئيسيين» في قافلة الاحتجاج. ونقلت سي تي في عن باودر قوله بأنه يأمل في أن تنجح المذكرة الموقعة في إقناع هيئة الانتخابات الكندية بعقد انتخابات في غير موعدها، وهو أمر غير ممكن دستوريًا. في هذه الوثيقة الزائفة قانونيًا، دعت حركة وحدة كندا مجلس الشيوخ الكندي والحاكم العام لكندا ماري سيمون إلى وقف جميع تفويضات إلزامية اللقاح، وإعادة توظيف جميع الموظفين الذين فُصِلوا من الخدمة بسبب وضع التطعيم، وإلغاء جميع المخالفات المفروضة لعدم الامتثال لقوانين الصحة العامة. وفي حال تنفيذ ذلك، دعت المذكرة مجلس الشيوخ الكندي والحاكم العام لكندا ماري سيمون إلى حلّ الحكومة، وتوكيل أعضاء حركة وحدة كندا بتشكيل لجنة المواطنين الكنديين، وهو أمر لا ينضوي تحت السلطات الدستورية للحاكم العام أو مجلس الشيوخ.
لم تأتِ المذكرة الأصلية على أي ذِكرٍ محدد لسائقي الشاحنات عبر الحدود، فقد وُضعت صياغتها وسُلّمت قبل أكثر من شهر، إنمّا أُعيد نشرُها للاحتجاج بعد ذلك. بحلول 8 فبراير، جُمِع 320,089 توقيعًا من أصل 1,000,000 توقيعٍ على المذكرة أملت حركة وحدة كندا في جمعها. وأوضح مقال نُشر في 8 فبراير في الغارديان كيف أن القافلة جاءت ثمرة تنسيق بين كيو أنون، ومنظري المؤامرة، و«تعاونٍ غير مسبوق بين شتّى المنظمات المعارِضة للقاحات والمناوئة للحكومة»، بما في ذلك تعهد باودر بأن المحتجين سيبقون في أماكنهم حتى تلبية جميع مطالبهم. شعر المنظمون أن موجة جديدةً كاسحةً من الدعم لمذكرة التفاهم قد تُفضي إلى عقْد انتخابات فيدرالية جديدة، وفتْح تحقيقات مع رئيس الوزراء ترودو. في 3 فبراير، وردًا على سؤال في مقابلة لبرنامج السياسة والسلطة سأله مراسل سي بي سي، بخصوص ما إذا كان سيتفاوض مع المنظمين الأساسيين على أهدافهم التي جاءت في المذكرة، رفض النائب البرلماني المحافظ كيفين واه المذكرة على أنها «سُخف»، وقال إن المنظمين «يشعرون بالإحباط مثلهم مثل العديد من الكنديين في هذا البلد».
عقد توم مارازو، الذي نصّب نفسه متحدثًا رسميًا باسم الاحتجاج والضابط العسكري السابق، عقدَ مؤتمرًا صحفيًا في 7 فبراير، واقترح تشكيل ائتلاف مع المحافظين، والحزب الديمقراطي الجديد، والكتلة الكيبيكية.

### التأثير الأمريكي
ذكر قائد شرطة أوتاوا، بيتر سلولي أنه ثمة «جانب مهم» لمشاركة أمريكية في تنظيم قوافل الاحتجاجات وتمويلها. وكان بعض المتبرعين في حملة غو فاند مي الاحتجاجية من الولايات المتحدة، واستخدم العديد منهم أسماء مستعارة أو ظلّوا مجهولين.